# Leymus ambiguus
Leymus ambiguus là một loài thực vật có hoa trong họ Hòa thảo. Loài này được (Vasey & Scribn.) D.R.Dewey mô tả khoa học đầu tiên năm 1983.

## Hình ảnh

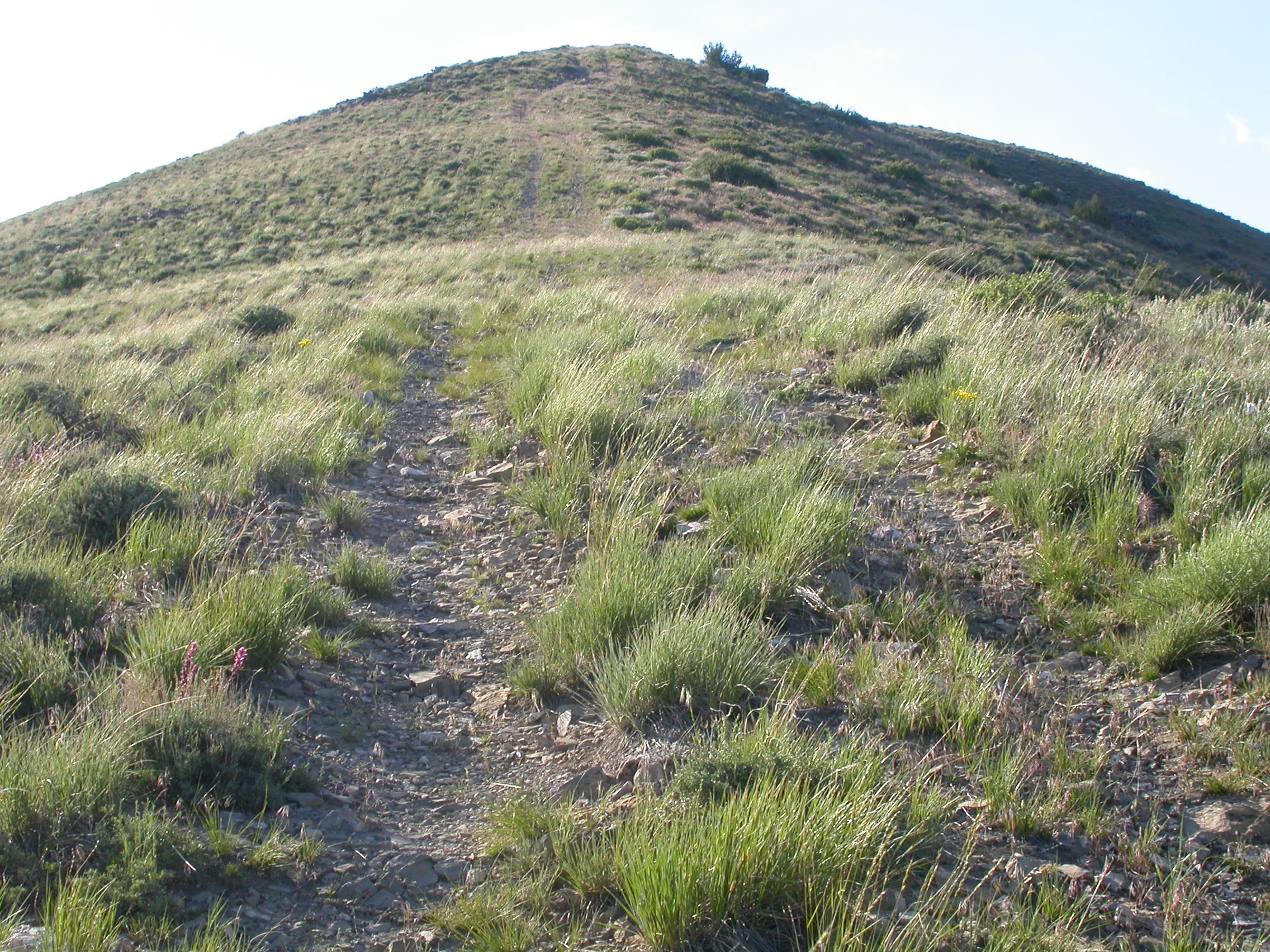
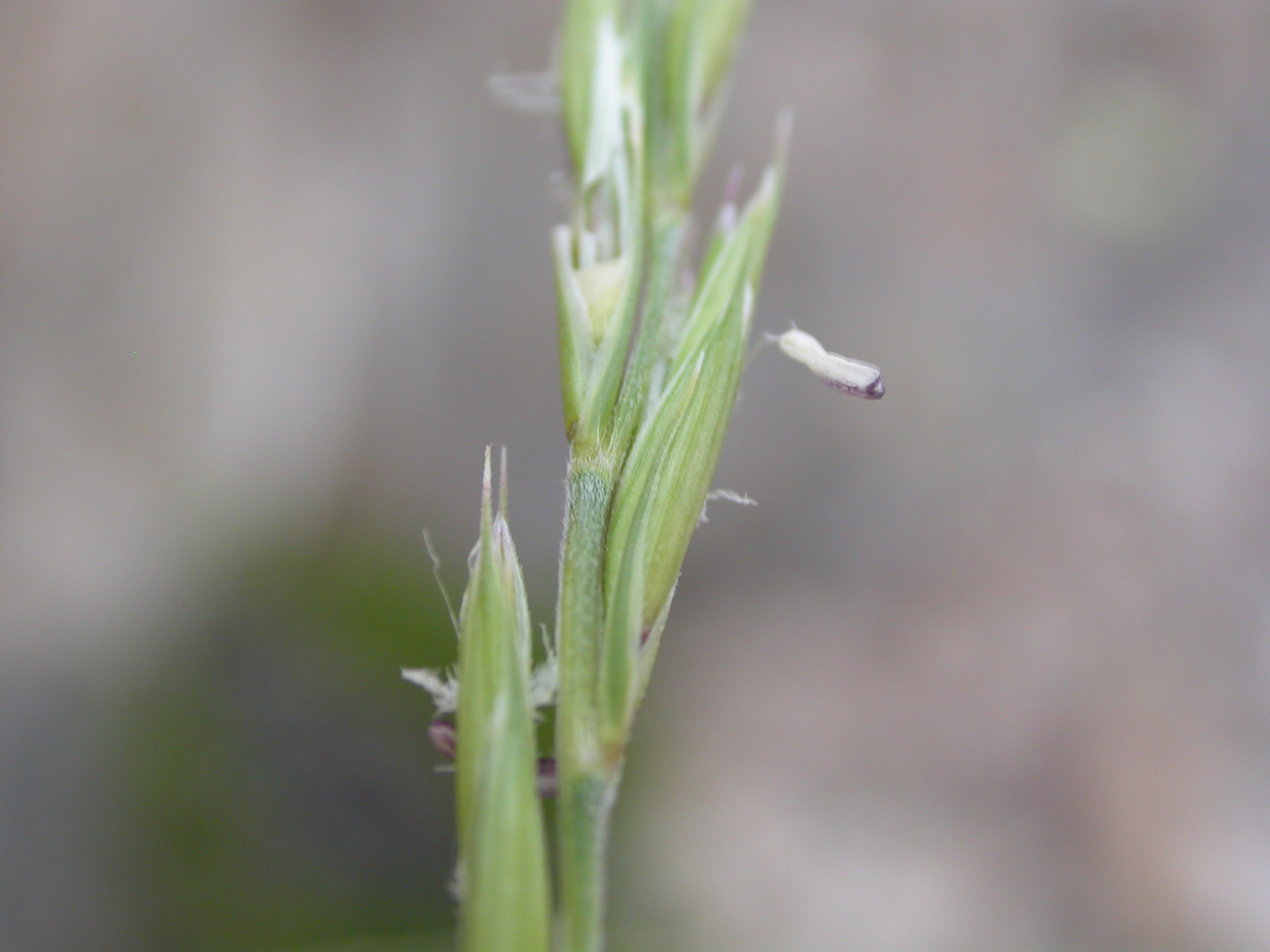
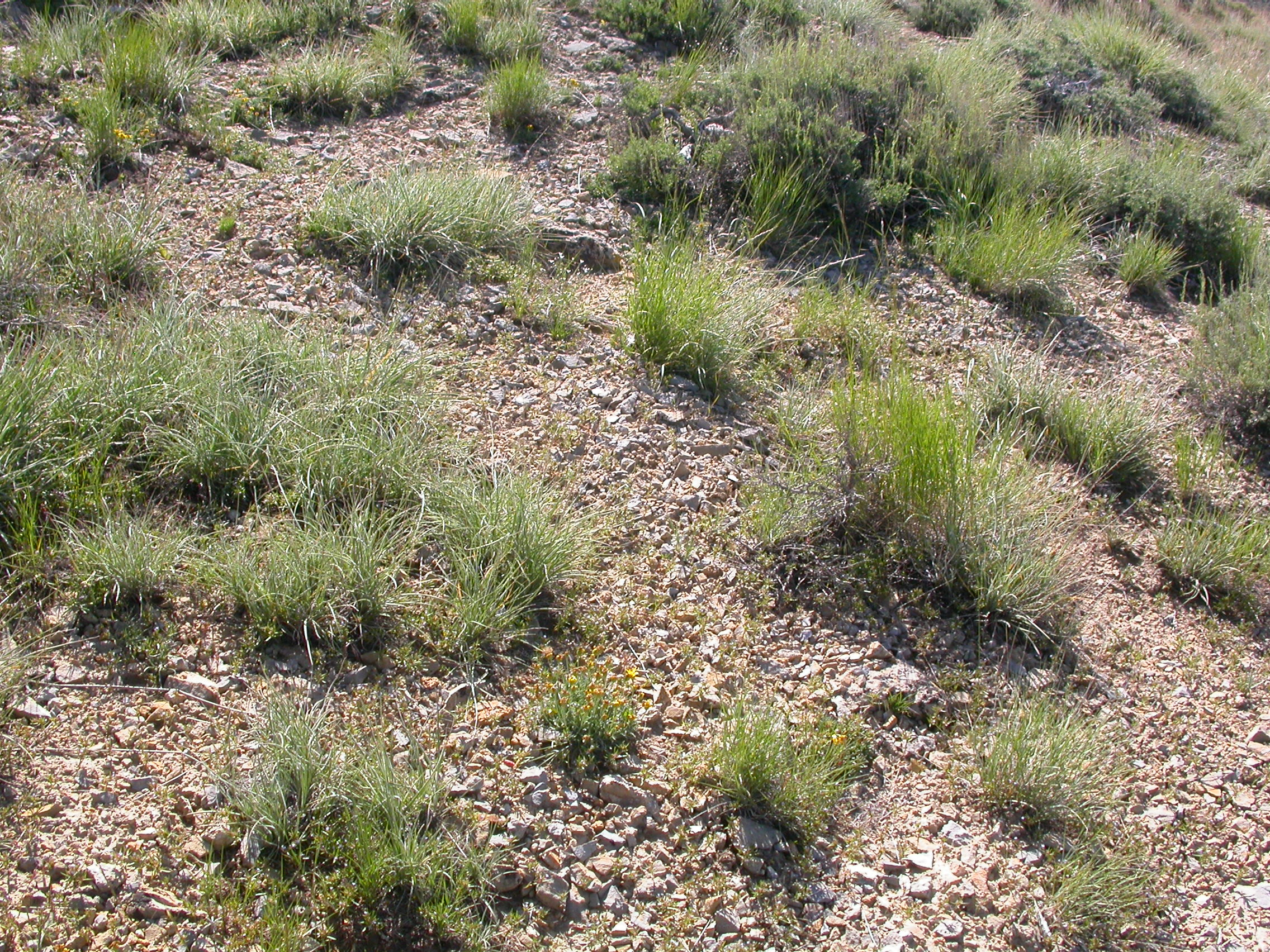
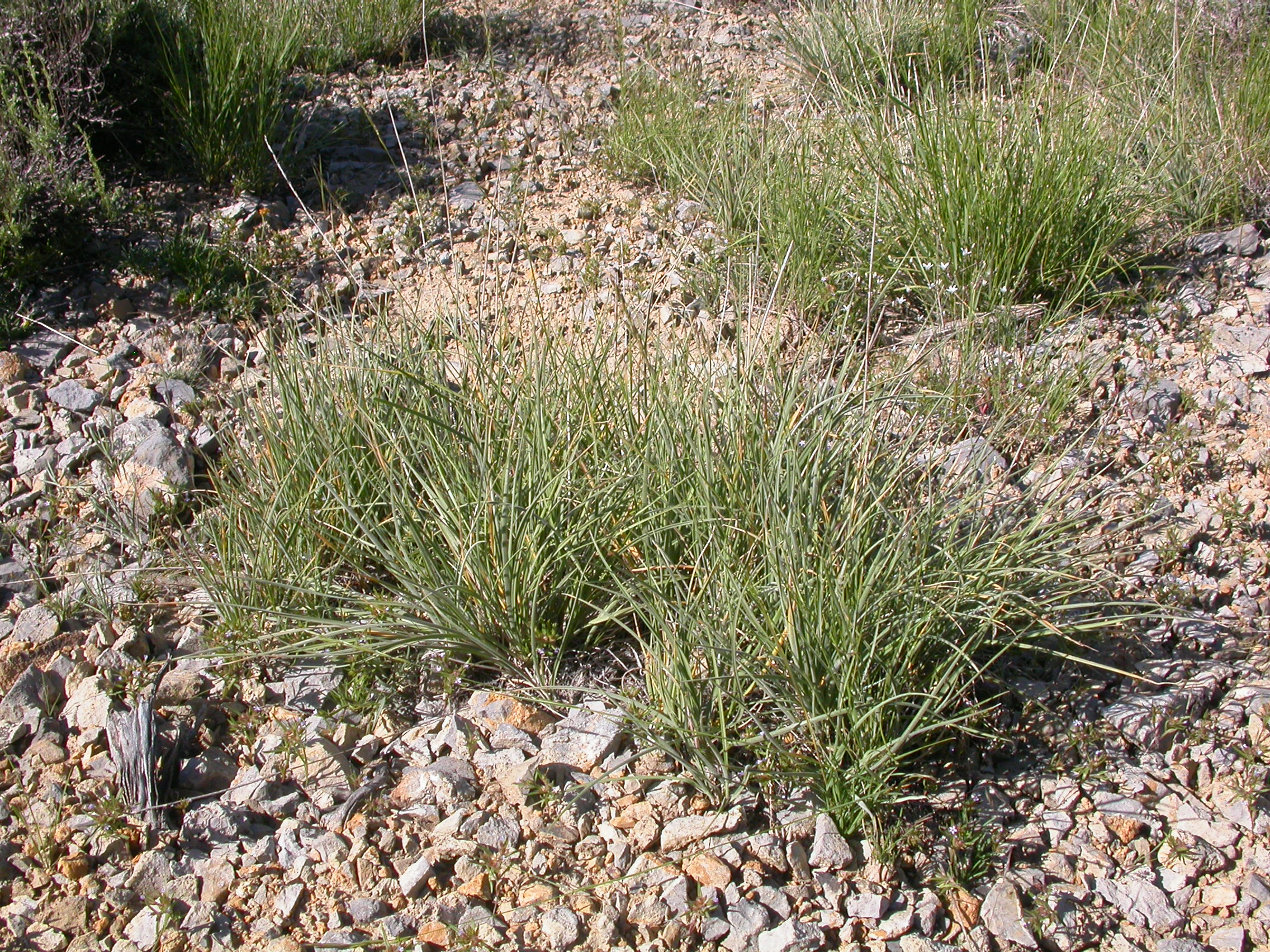